# Deutscher Anleihemarkt
Der deutsche Anleihemarkt gliedert sich in Anleihen öffentlicher Emittenten, von Kreditinstituten sowie inländischen Industrieunternehmen.

## Öffentliche Emittenten
Dazu gehören Bund, Sondervermögen des Bundes sowie Länder und Gemeinden. Die Wertentwicklung der Bundesanleihen misst der Deutsche Rentenindex.

## Kreditinstitute
Dieser Bereich macht etwa die Hälfte des Volumens aus. Dazu gehören:
- Private und öffentlich-rechtliche Realkreditinstitute (Hypothekenbanken)
- Landesbanken
- Kreditbanken
- Kreditinstitute mit Sonderaufgaben (z. B. KfW)

## Inländische Industrieunternehmen
Aufgrund der hohen Direktfinanzierung durch Schuldscheindarlehen von Kreditinstituten und Versicherungen sind auf dem deutschen Markt relativ wenig Unternehmensanleihen vertreten.
Zudem sind noch ausländische Emittenten auf dem deutschen Markt tätig.